# Jesus Crespo
Pour les articles homonymes, voir Crespo.
Jesus Crespo, de son nom complet Jesus Muñoz Crespo, est un footballeur portugais né le 11 septembre 1899 et mort le 11 septembre 1979. Il évoluait au poste d'attaquant.

## Biographie

### En club
Jesus Crespo joue au Benfica Lisbonne dans les années 1910 et 1920,.
Coéquipier d'Alberto Augusto, de Jorge Tavares et de Mário de Carvalho, avec Benfica, il est vainqueur du Championnat de Lisbonne en 1920.

### En équipe nationale
International portugais, il reçoit une unique sélection en équipe du Portugal. Le 16 décembre 1923, il dispute un match contre l'Espagne (défaite 0-3 à Séville).

### Palmarès
Benfica Lisbonne
- Championnat de Lisbonne (1) :
  - Champion : 1919-20.